# Tokajík
Tokajík (ungarisch Felsőtokaj – bis 1907 Orosztokaj) ist eine Gemeinde im Nordosten der Slowakei mit 95 Einwohnern (Stand 31. Dezember 2024), die zum Okres Stropkov, einem Kreis des Prešovský kraj gehört.

## Geographie

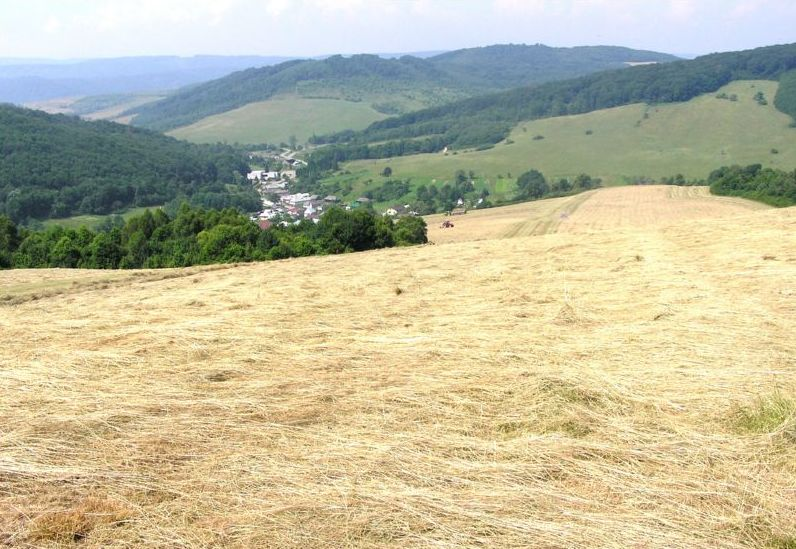
Tokajík und umliegende Landschaft

Die Gemeinde befindet sich im Bergland Ondavská vrchovina innerhalb der Niederen Beskiden, im Quellbereich einiger Bäche, die zum Flusssystem Ondava gehören. Etwa fünf Kilometer südwestlich entfernt befindet sich der Stausee Veľká Domaša. Das Ortszentrum liegt auf einer Höhe von 206 m n.m. und ist 15 Kilometer von Stropkov entfernt.
Nachbargemeinden sind Brusnica im Norden, Piskorovce im Osten, Ďapalovce im Südosten, Vyšný Hrabovec im Süden, Mrázovce im Westen und auf einem kurzen Stück Miňovce und Breznica im Nordwesten.

## Geschichte

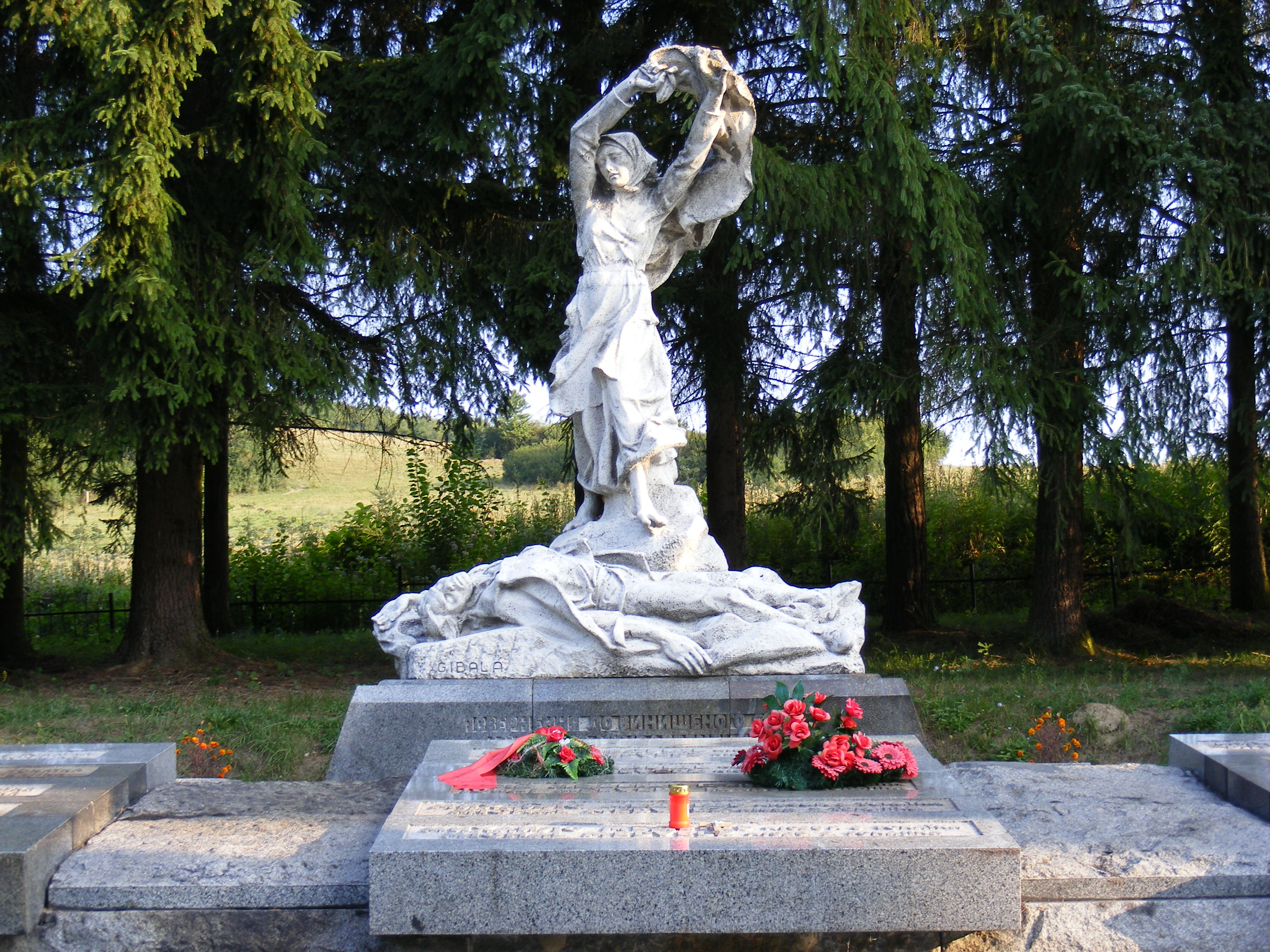
Denkmal an die Tragödie von Tokajík

Tokajík wurde in den 1420er Jahren von einem Schultheiß nach walachischem Recht gegründet, wurde zum ersten Mal 1430 als Thokay schriftlich erwähnt und gehörte zum Herrschaftsgut von Stropko. 1567 wurde das Dorf in Höhe von 1,5 Porta, 1582 von 2,5 Porta besteuert. 1767 gelangte das Dorf in den Besitz des Geschlechts Vécsey, im 19. Jahrhundert Larisch und Schonberg. 1828 zählte man 26 Häuser und 204 Einwohner, die in Forst- und Landwirtschaft und Köhlerei beschäftigt waren.
Bis 1918 gehörte der im Komitat Semplin liegende Ort zum Königreich Ungarn und kam danach zur Tschechoslowakei beziehungsweise heute Slowakei. Während des Zweiten Weltkriegs wurden am 19. November 1944 wegen Partisanenunterstützung 32 von 34 Männern in einer Vergeltungsaktion des NS-deutschen Sonderkommandos z. b. V. 27 erschossen, die Restbevölkerung vertrieben und das Dorf bis auf die Kirche und ein Haus abgebrannt; die Ereignisse gingen in die Geschichte als Tragödie von Tokajík ein. Nach dem Krieg wurde Tokajík wiederaufgebaut.

## Bevölkerung
| Jahr                | 1994 | 2004     | 2014    | 2024    |
| ------------------- | ---- | -------- | ------- | ------- |
| Anzahl der Personen | 135  | 111      | 103     | 95      |
| Unterschied         |      | −17,77 % | −7,20 % | −7,76 % |

| Jahr                | 2023 | 2024    |
| ------------------- | ---- | ------- |
| Anzahl der Personen | 96   | 95      |
| Unterschied         |      | −1,04 % |

Gemäß der Volkszählung 2011 wohnten in Tokajík 118 Einwohner, davon 112 Slowaken, jeweils zwei Russinen und Tschechen und ein Ukrainer. Ein Einwohner machte keine Angabe. 99 Einwohner bekannten sich zur griechisch-katholischen Kirche, 15 Einwohner zur römisch-katholischen Kirche und ein Einwohner zur evangelischen Kirche A. B.; ein Einwohner war anderer Konfession. Zwei Einwohner waren konfessionslos und bei einem Einwohner wurde die Konfession nicht ermittelt.
Ergebnisse nach der Volkszählung 2001 (111 Einwohner):
| Nach Ethnie: - 99,10 % Slowaken - 0,90 % Tschechen | Nach Konfession: - 89,19 % griechisch-katholisch - 10,81 % römisch-katholisch |

## Bauwerke
- griechisch-katholische Eliaskirche
- Denkmal an die Tragödie von Tokajík aus dem Jahr 1959